# バレンチナ・ベッツァーリ

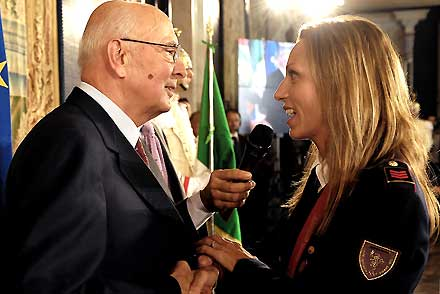
バレンチナ・ベッツァーリとイタリア共和国大統領ジョルジョ・ナポリターノ

バレンチナ・ベッツァーリ（Maria Valentina Vezzali、1974年2月14日 - ）はイタリアのフェンシング選手。フルーレで個人、団体あわせてオリンピックで6つの金メダルを獲得している。身長164cm、体重53kg。アンコーナ県イェージ出身。
シドニーオリンピック、アテネオリンピックのフルーレで2大会連続金メダルを獲得した。
2005年6月9日にサッカー選手の夫Domenico Giuglianoとの間に息子を出産、妊娠中には53kgの体重が20kg増えたが、練習で体を絞り4ヵ月後のフェンシング世界選手権で優勝した。
北京オリンピックのフルーレでは、決勝で韓国の南賢喜に試合終盤リードを許したが残り1分を切ったところからポイントを獲得し逆転、3大会連続の金メダルを獲得した。同競技での個人金メダル3個獲得は史上初のこと。
2012年ロンドンオリンピックの開会式ではイタリア選手団の旗手を務めた。団体で金メダル、個人で銅メダルを獲得した。
フェンシング世界選手権でも金メダル10個（個人5、団体5）、銀メダル4個（個人2、団体2）、銅メダル2個（個人1、団体1）を獲得している。